# Simson S50
A Simson S50-es modell két személy szállítására is alkalmas, modern, megbízható, strapabíró kismotorkerékpárnak számított megjelenésekor.  Az S50-es típust 1974. őszén mutatták be a Lipcsei Nemzetközi Vásáron, mint az SR4-II azaz a Star utódját. A típust 6 éven át, 1975-től 1980-ig gyártották kisebb nagyobb módosításokkal. 
Az új kismotor megjelenésével a gyártó a fiatalokat szerette volna megcélozni a modern vonalvezetésével, "nagymotoros" megjelenésével, hiszen sok hasonlóságot vélhetünk felfedezni az S50 és az akkor gyártásnak induló MZ TS külső formájával. 
A motorblokk (M53) gyakorlatilag ugyanaz, mint a Starnál vagy Schwalbénél azzal a különbséggel, hogy itt a főtengelyről elhagyták a hűtőlapátot, így a henger hűtését a menetszél végezte. Továbbá módosítottak a hengertest valamint hengerfej formáján, melynek felületét megnövelték, valamint a generátor fedél és a kuplungház fedele is más lett. A blokkban található alkatrészek egy és azonosak a Starral és Schwalbeval.

## Típusok

### S50N
A típus elnevezésében az N betű a "nichts" vagy a "Neutral" szóból származik, jelentése nincs, semleges. A neve utal arra, hogy ez a legolcsóbb és legkevésbé felszerelt típus az S50 szériában. Az N típus jellemzői a sima üléshuzat, hátsó lábtartó nélkül szerelt, első teleszkópgumi hiányzik (helyette csupán egy porvédő gumi van), a hátsó teleszkóp porvédő hüvelye fekete műanyag, lenn vezetett kipufogó, elektromos rendszere csupán a legszükségesebbeket tartalmazza (első és hátsó világítás valamint féklámpa), tehát nincs index, gyújtáskapcsoló és duda, gyújtása megszakítós (tiriszoros N-es sosem volt, nem is létezett), km óra és hátsó csomagtartó nincs, csengővel valamint 1 db 60 mm-es balos tükörrel felszerelt. A N típus jellemzője az acélráf. A gépet a jobb kéznél található gomb benyomásával állíthatjuk le. "Fedélzeti" felszereltségnek számít a jobb oldalon található távfénykapcsoló. Fontos megjegyezni, hogy a normál N típusok, magyarul a német piacra készülteken volt km óra, hátsó csomagtartó valamit lábtartó, amely a hátsó lengővillára volt szerelve. Jellemző színük a kék. 1975 és 1977 között a típus nagyobb, "bálna" tankot kapott, '78-tól újabb típusú – az S51 típusról ismert – banántankot kapott. A bálna tankon csupán egy kis Simson felirat szerepelt, amely sárga alapon fehér színű. A banán tankos verzión a Simson feliraton kívül a típus kapott még egy kis IFA feliratot is. A korai, 1975-ös modelleken a tankon lévő matrica még sötétkék.
Az oldaldeklivel más volt a helyzet. 1975 és 1976-ban a típus nagy vizes matricát kapott, amit 1977-ben egy kis ívelt sárga alapon fekete matrica váltott le, egészen a gyártás befejezéséig. A típus további jellemzője a merevítős első sárvédő, két csavaros hátsó lámpa valamint nagy fém házas első lámpa. A gyújtás 6 V-os megszakítós, belső trafós.
1978-tól Magyarországra is exportáltak a típusból, amelyet S50N-H néven vásárolhattak meg a rajongók a Vas-műszaki üzletekben. A fojtott változatok mintegy 40–45 km/h-s végsebesség elérésére voltak képesek.
A típusból összesen mintegy 86 300 darabot gyártottak.

### S50B
A típus elnevezésében a B betű a "Blinkleuchten" szóból származik, jelentése index. A típus az N típushoz képest gazdagabban felszerelt. Jellemzői a sima üléshuzat, hátsó lábtartóval szerelt, első teleszkópgumi hiányzik (helyette csupán egy porvédő gumi van), a hátsó teleszkóp porvédő hüvelye krómozott fém, lenn vezetett kipufogó. A 6 voltos elektromos rendszere tartalmazza az első és hátsó világítást, féklámpát, indexet gyújtáskapcsolót és dudát. Gyújtása megszakítós. Továbbá 80-ig skálázott km órával, alumínium felnikkel, hátsó csomagtartóval valamint 1 db 60 mm-es balos tükörrel felszerelt. A bal oldalon található távfénykapcsoló és a duda gombja, jobb oldalon pedig az index kapcsolója Jellemző színük a piros, okkersárga világoszöld. A típus csak és kizárólag a nagyobb, "bálna" tankkal szerelt, A tankon csupán egy kis Simson felirat szerepelt, amely piros tank esetén okkersárga alapon fehér színű ('76-tól fehér alapon világoskék színű) okker esetén okkersárga alapon fehér színű, illetve világoszöld esetén fehér alapon sötétkék (később világoskék) színű. Az oldaldeknin egy nagy vizes matrica kapott kapott helyet. A típus további jellemzője a merevítős első sárvédő, két csavaros hátsó lámpa, elöl csavaros bakelit indexek valamint elöl nagy fém házas lámpa. A gyújtás 6 V-os megszakítós, valamint belső trafós.
A típust mintegy jó másfél évig gyártották, mintegy 81 400 darabot.

### S50B1
Az S50B típusból 1976-ban két további típus lett, az S50B1 és az S50B2. Az S50B1 típus némi ráncfelvarráson ment keresztül. Miben is módosítottak rajta az S50B-hez képest? 
Az S50B1 típus kapott egy 4 wattos helyzetjelzőt, fénykürtöt (ez a bal oldali kapcsolón található), a világítótekercset 15 wattról 25 wattra módosították, magyarul 25 wattos lett az első fényszóró izzó, a trafó a tank alá költözött a jobb hűtés miatt (igazából ez utóbbi a legszembetűnőbb változás), valamint 6 mm-rel nagyobb lett az első foncsor fénykilépő része. Még annyi, hogy az oldaldekni mögött még egy további fojtótekercset is elhelyeztek, amely a töltőrendszer működését segíti/erősíti.
Jellemzői a sima üléshuzat, hátsó lábtartóval szerelt, első teleszkópgumi hiányzik (helyette csupán egy porvédő gumi van), a hátsó teleszkóp porvédő hüvelye krómozott fém, lenn vezetett kipufogó. A 6 voltos elektromos rendszere tartalmazza az első és hátsó világítást, féklámpát, indexet gyújtáskapcsolót és dudát. Gyújtása megszakítós. Továbbá 80-ig skálázott km órával, alumínium felnivel, hátsó csomagtartóval valamint 1 db 60 mm-es balos tükörrel felszerelt. A bal oldalon található távfénykapcsoló, jobb oldalon a duda és az index kapcsolója 1976-ban és 1977-ben a típus nagyobb, "bálna" tankot kapott, '78-tól újabb típusú banán tankot kapott. A bálna tankon csupán egy kis Simson felirat szerepelt, amely sárga alapon fehér színű. A banán tankos verzión a Simson feliraton kívül a típus kapott még egy kis IFA feliratot is. Az oldaldeknin más volt a helyzet. 1975 és 1976-ban a típus nagy vizes matricát kapott, amit 1977-ben egy kis ívelt sárga alapon fekete matrica váltott le, egészen a gyártás befejezéséig. Jellemző színük a piros, okkersárga világoszöld. A gyártás utolsó két évében pedig megtalálható volt a sárga szín is a palettán. Piros szín esetén okkersárga alapon fehér színű ('76-tól fehér alapon világoskék színű) okker esetén okkersárga alapon fehér színű, illetve világoszöld esetén fehér alapon sötétkék (később világoskék) színű. A típus további jellemzője a merevítős első sárvédő, két csavaros hátsó lámpa, elöl csavaros bakelit indexek valamint elöl nagy fém házas lámpa. A gyújtás megszakítós, 6 voltos elektromos rendszer, valamint külső trafós. 1978-ban (a tank módosításán kívül) a világos színű bovdenházat és km spirál házát fekete váltotta fel, módosítottak a vázon, a fékdob egy további hűtőbordát kapott, kétszeres küllőkeresztezést felváltotta az egyszeres, valamint a hátsó sárvédőkbe a suhli robotok egy további merevítést hegesztettek.
A típust 5 évig gyártották, összesen 287 000 darabot.

### S50B2
1976-ban az S50B2 típus lett az új típus, ami azt jelentette, hogy a Simson gyár történetében először tirisztoros gyújtással láttak el kismotorkerékpárt. Ez nem csak a Simson gyár történetében volt új fejezet, hanem a Keleti-blokkban is elsőként ez a típus kapott új fajta, gondozásmentes tirisztoros gyújtást.
Az S50B2 típus kapott egy 4 wattos helyzetjelzőt, fénykürtöt (ez a bal oldali kapcsolón található), a világítótekercset 15 wattról 35 wattra módosították, magyarul 35 wattos lett az első fényszóró izzó, a trafó a tank alá költözött a jobb hűtés miatt, valamint 6 mm-rel nagyobb lett az első foncsor fénykilépő része.
Jellemzői a sima üléshuzat, hátsó lábtartóval szerelt, első teleszkópgumi hiányzik (helyette csupán egy porvédő gumi van), a hátsó teleszkóp porvédő hüvelye krómozott fém, lenn vezetett kipufogó. A 6 voltos elektromos rendszere tartalmazza az első és hátsó világítást, féklámpát, indexet gyújtáskapcsolót és dudát. Gyújtása tirisztoros. Továbbá 80-ig skálázott km órával, aluráffal, hátsó csomagtartóval valamint 1 db 60 mm-es balos tükörrel felszerelt. A bal oldalon található távfénykapcsoló, jobb oldalon a duda és az index kapcsolója 1976-ban és 1977 között a típus nagyobb, "bálna" tankot kapott, '78-tól újabb típusú banán tankot kapott. A bálna tankon csupán egy kis Simson felirat szerepelt, amely sárga alapon fehér színű. A banán tankos verzión a Simson feliraton kívül a típus kapott még egy kis IFA feliratot is. Az oldaldeknin más volt a helyzet. 1975 és 1976-ban a típus nagy vizes matricát kapott, amit 1977-ben egy kis ívelt sárga alapon fekete (vagy fordítva? :) ) matrica váltott le, egészen a gyártás befejezéséig. A B2 típus pótlólag mindkét oldaldeknire kapott 1-1 kis háromszög alakú matricát electronic felirattal. Jellemző színük a piros, okkersárga világoszöld. A gyártás utolsó két évében pedig megtalálható volt a sárga szín is a palettán. Piros szín esetén okkersárga alapon fehér színű ('76-tól fehér alapon világoskék színű) okker esetén okkersárga alapon fehér színű, illetve világoszöld esetén fehér alapon sötétkék (később világoskék) színű. A típus további jellemzője a merevítős első sárvédő, két csavaros hátsó lámpa, elöl csavaros bakelit indexek valamint elöl nagy fém házas lámpa. 1978-ban (a tank módosításán kívül) a világos színű bovdenházat és km spirál házát fekete váltotta fel, módosítottak a vázon, a fékdob egy további hűtőbordát kapott, kétszeres küllőkeresztezést felváltotta az egyszeres, valamint a hátsó sárvédőkbe a suhli robotok egy további merevítést hegesztettek.
A típust 5 évig gyártották, összesen 125 000 darabot.